# Карлсбад (Техас)
Карлсбад (англ. Carlsbad) — переписна місцевість (CDP) в США, в окрузі Том-Грін штату Техас. Населення — 622 особи (2020).

## Географія
Карлсбад розташований за координатами 31°36′40″ пн. ш. 100°38′26″ зх. д. / 31.61111° пн. ш. 100.64056° зх. д. (31.611248, -100.640647).  За даними Бюро перепису населення США в 2010 році переписна місцевість мала площу 4,02 км², уся площа — суходіл.

## Демографія
Згідно з переписом 2010 року, у переписній місцевості мешкало 719 осіб у 180 домогосподарствах у складі 113 родин. Густота населення становила 179 осіб/км².  Було 238 помешкань (59/км²).
Расовий склад населення:
| - 85,1 % — білих - 6,1 % — чорних або афроамериканців - 0,4 % — корінних американців - 2,4 % — осіб інших рас |

До двох чи більше рас належало 6,0 %. Частка іспаномовних становила 16,8 % від усіх жителів.
За віковим діапазоном населення розподілялося таким чином: 18,4 % — особи молодші 18 років, 67,1 % — особи у віці 18—64 років, 14,5 % — особи у віці 65 років та старші. Медіана віку мешканця становила 39,3 року. На 100 осіб жіночої статі у переписній місцевості припадало 123,3 чоловіків;  на 100 жінок у віці від 18 років та старших — 133,9 чоловіків також старших 18 років.
Середній дохід на одне домашнє господарство  становив 47 421 долар США (медіана — 44 722), а середній дохід на одну сім'ю — 59 469 доларів (медіана — 55 250). За межею бідності перебувало 7,5 % осіб, у тому числі 2,2 % дітей у віці до 18 років та 0,0 % осіб у віці 65 років та старших.
Цивільне працевлаштоване населення становило 215 осіб. Основні галузі зайнятості: освіта, охорона здоров'я та соціальна допомога — 32,6 %, будівництво — 19,5 %, сільське господарство, лісництво, риболовля — 10,7 %, виробництво — 10,2 %.